# 紐約地鐵R160型列車
紐約地鐵R160型列車是美國紐約地鐵的一個車型，由法國阿爾斯通和日本川崎重工業共同為B分部各路線打造1,662輛新技術列車。車輛在2006年至2010年間投入營運，取代1960及1970年代建造的一系列車型，包括全部餘下的R38、R40/A、問題多多的R44，以及大量R32以及R42型列車。